# 전기요

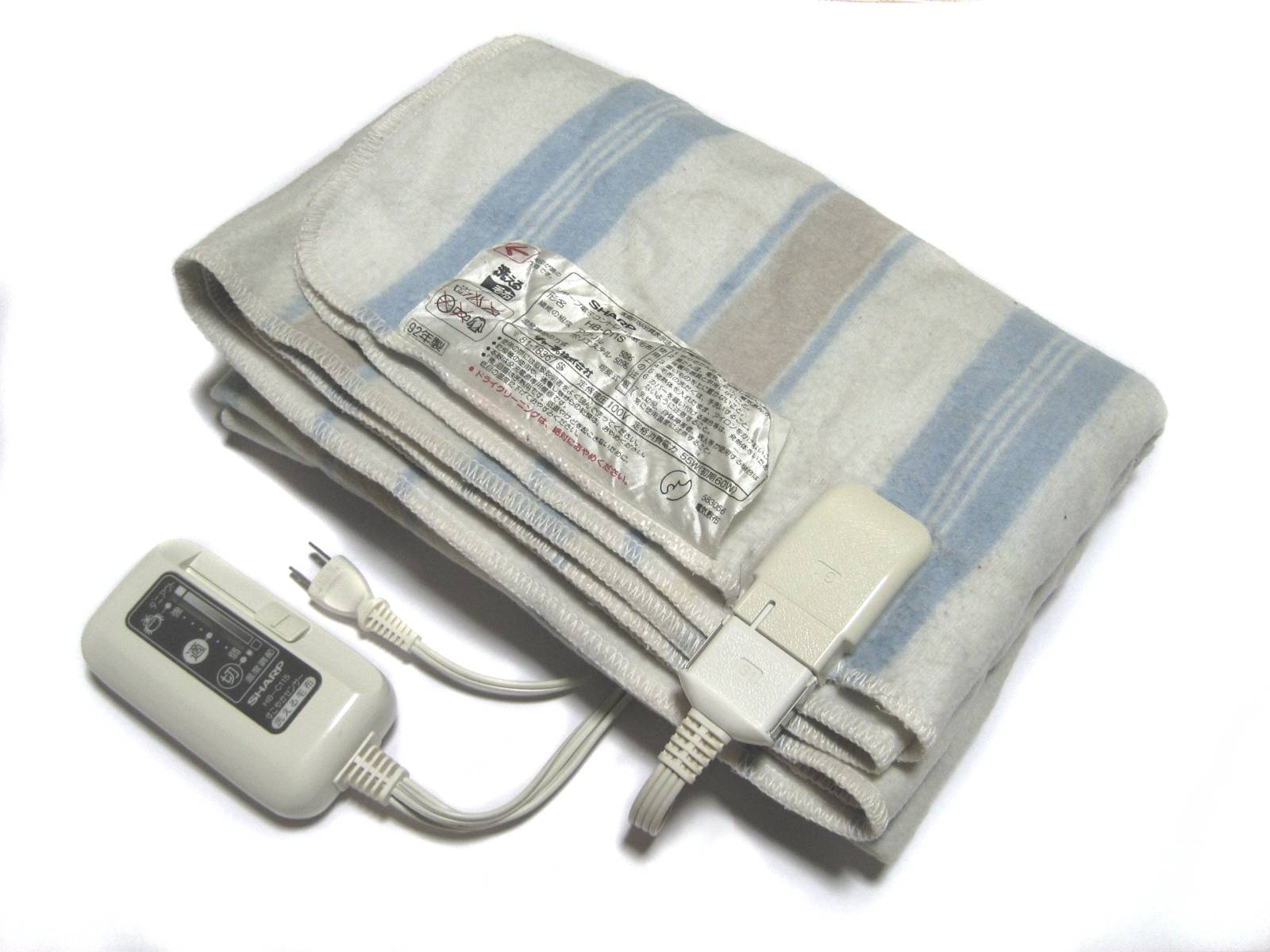
샤프의 전기요

전기요(電氣-)는 전기로 가열할 수 있는 요이다. 전기담요(電氣毯-)는 전기를 이용하여 가열할 수 있는 담요이다. 주로 겨울에 사용되며, 차가운 이불과 몸을 따뜻하게 하여 수면을 돕는 침구이자 난방 기구이다.
담요 내부에 코팅 처리된 부드러운 전열선이 포함되어 있으며, 이에 전기를 흐르게함으로써 발생하는 전열 (줄열)을 가온에 이용하고 있다.
여러 종류가 있다: 요(underblanket), 이불(overblanket), 스로(throws), 두베(duvet). 전기이불은 침대시트 위에 위치하며 미국과 캐나다에서 가장 많이 볼 수 있는 형태로서 이를 전기이불(영어: electric blanket)로 부른다.

## 같이 보기
- 물주머니